# زمین‌خزک سینه‌ساده
زمین‌خزک سینه‌ساده (نام علمی: Upucerthia validirostris jelskii)، پرنده‌ای از خانواده تنورمرغان (Furnariidae) است که در آرژانتین، بولیوی، شیلی و پرو یافت می‌شود. زیستگاه‌های طبیعی آن عبارتند از بوته‌زارهای نیمه‌گرمسیری یا گرمسیری با ارتفاع بالا و علفزارهای نیمه‌گرمسیری یا گرمسیری در ارتفاعات. بر اساس آواز، آهنگ پیوسته، هم‌آوازی دوتایی و ندای این گونه، با زمین‌خزک سینه‌نخودی ادغام شده است.